# Bishop’s University

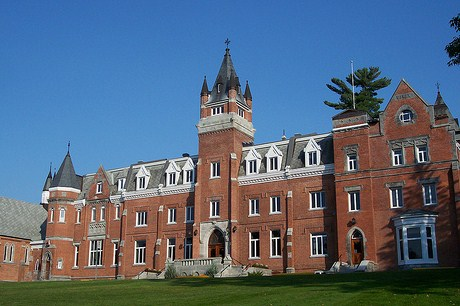
Bishop’s University: McGreer Hall

Die Bishop’s University ist eine öffentliche Universität in Lennoxville, Québec, Kanada.
Die Hochschule wurde 1843 durch den anglikanischen Bischof George Mountain gegründet. Mit der Anerkennung als Universität 1853 arbeitete man zusammen mit der University of Oxford und der University of Cambridge. 1871 wurde eine medizinische Fakultät gegründet, die 1905 der McGill University zugeordnet wurde. Bis 1947 wurde die Hochschule von der Church of England geleitet.
Cica 3000 Studenten studieren in Bachelor- und Masterprogrammen an den Fakultäten:
- Williams School of Business
- Division of Humanities
- Division of Natural Sciences and Mathematics
- Division of Social Sciences